# NGC 6766
NGC 6766 (również NGC 6884) – mgławica planetarna znajdująca się w konstelacji Łabędzia. Mgławica ta jest oddalona o około 12,5 tysiąca lat świetlnych od Ziemi.
Została odkryta 8 maja 1883 roku przez Edwarda Pickeringa. Obiekt ten został skatalogowany przez Johna Dreyera pod dwoma pozycjami w katalogu NGC – NGC 6766 oraz NGC 6884. Jako NGC 6884 został odkryty 20 września 1884 przez Ralpha Copelanda. Dwukrotne skatalogowanie obiektu wynikło z tego, że Pickering podał pozycję mgławicy z błędem w rektascensji wielkości jednej godziny (19h zamiast 20h), w rezultacie wydawało się, że obserwował inny obiekt niż Copeland. Ponieważ w błędnej pozycji Pickeringa nie ma żadnego obiektu mgławicowego, przez ponad wiek obiekt NGC 6766 powszechnie uważano za zaginiony, dopóki nie przeanalizowano starej pracy Thomasa Espina z 1911 roku, w której zamieścił on poprawkę do pozycji Pickeringa.